# プスタ〜4つのジプシー・ダンス
プスタ〜4つのジプシー・ダンス（Puszta -Four Gipsydances-）は、ベルギーの作曲家ヤン・ヴァン・デル・ローストが作曲した組曲である。

## 概要
《プスタ》は当初、1987年夏に開催される青少年のための音楽講座で用いるために、ピアノ、弦楽器、若干の管楽器からなるの15名程度の室内アンサンブル編成向けの曲として作曲された。この時点では現在の「パートI」にあたる楽章がなく、全3楽章の構成であった。講座での演奏後、吹奏楽用のバージョンが欲しいとの要望があり、新たな楽章が追加された上で吹奏楽曲として編曲された。
タイトルの「プスタ」とはハンガリーを中心に存在する広大な平原の名称であり、ヨーロッパを中心に放浪生活を送る民族であるジプシーの舞曲をテーマとするこの作品のイメージにふさわしい雰囲気をもつ名称として名付けられた。
作曲者ヴァン・デル・ローストによると、多くの国の住民が流入してくるベルギーにおいて、ジプシーの音楽は非常に身近な存在であり、それらの音楽にインスピレーションを得て作曲したという。チャールダーシュに代表されるジプシーの音楽は非常に変化に富んだものであり、この曲においても急激な速度や強さの変化などが特徴的である。
副題は《4つのジプシー舞曲》とも言われる。また近年では、ジプシーが差別用語にあたるという意見から《4つのロマの舞曲》とされることもある。

## 初演
1987年12月15日、ブリュッセルにあるベルギー国営放送のホールにて。ノルベール・ノジ指揮、ベルギー・ギィデ交響吹奏楽団の演奏。

## 曲の構成
前述の通り、全4楽章からなる組曲である。演奏時間は約12分。

### パートI
Part I　Andante Moderato
作曲者によると、「ゆっくりとした導入から始まるチャールダーシュ」。主題の演奏中に徐々にテンポが上昇していくのが特徴的な楽章。室内楽向けに作曲された当初は存在せず、吹奏楽向けの編曲が行われた際に新たに作曲された。

### パートII
Part II　Tranquilo
木管楽器を中心として、ジプシーのロマンティックな主題が奏でられる。

### パートIII
Part III　Allegro Molto
クラリネットのカデンツァで始まる。A-B-A形式で展開する楽章で、やはりチャールダーシュの特徴が見られる。全体的にハイテンポな部分の多い曲。

### パートIV
Part IV　Marcato
作曲者が「リストの《ハンガリー狂詩曲》を念頭に置いたが、意識しただけで、全て創作」と語る終楽章。この楽章にもチャールダーシュの特徴が見られ、全体の締めくくりにふさわしい大きな盛り上がりを見せる。

## 楽器編成
| 木管 | 木管                              | 金管  | 金管     | 弦・打 | 弦・打 |
| ---- | --------------------------------- | ----- | -------- | ------ | --- |
| Fl.  | 2, Picc.                          | Crnt. | 3, Tp. 3 | Cb.    | 1 |
| Ob.  | 2, C.A.                           | Hr.   | 4        | Timp.  | 1 |
| Fg.  | 2                                 | Tbn.  | 3        | 他     | バスドラム、スネアドラム、クラッシュシンバル、サスペンデッドシンバル、タンブリン、トライアングル、ウッドブロック、グロッケンシュピール |
| Cl.  | 3, E♭, Alto, Bass, C-Alto, C-Bass | Eup.  | 2        | 他     | バスドラム、スネアドラム、クラッシュシンバル、サスペンデッドシンバル、タンブリン、トライアングル、ウッドブロック、グロッケンシュピール |
| Sax. | Alt. 2 Ten. 1 Bar. 1              | Tub.  | 2        | 他     | バスドラム、スネアドラム、クラッシュシンバル、サスペンデッドシンバル、タンブリン、トライアングル、ウッドブロック、グロッケンシュピール |